# Yenikarahisar, Ulaş
Yenikarahisar là một thị trấn thuộc huyện Ulaş, tỉnh Sivas, Thổ Nhĩ Kỳ. Dân số thời điểm năm 2011 là 1.263 người.